# Schillerhaus (Rudolstadt)

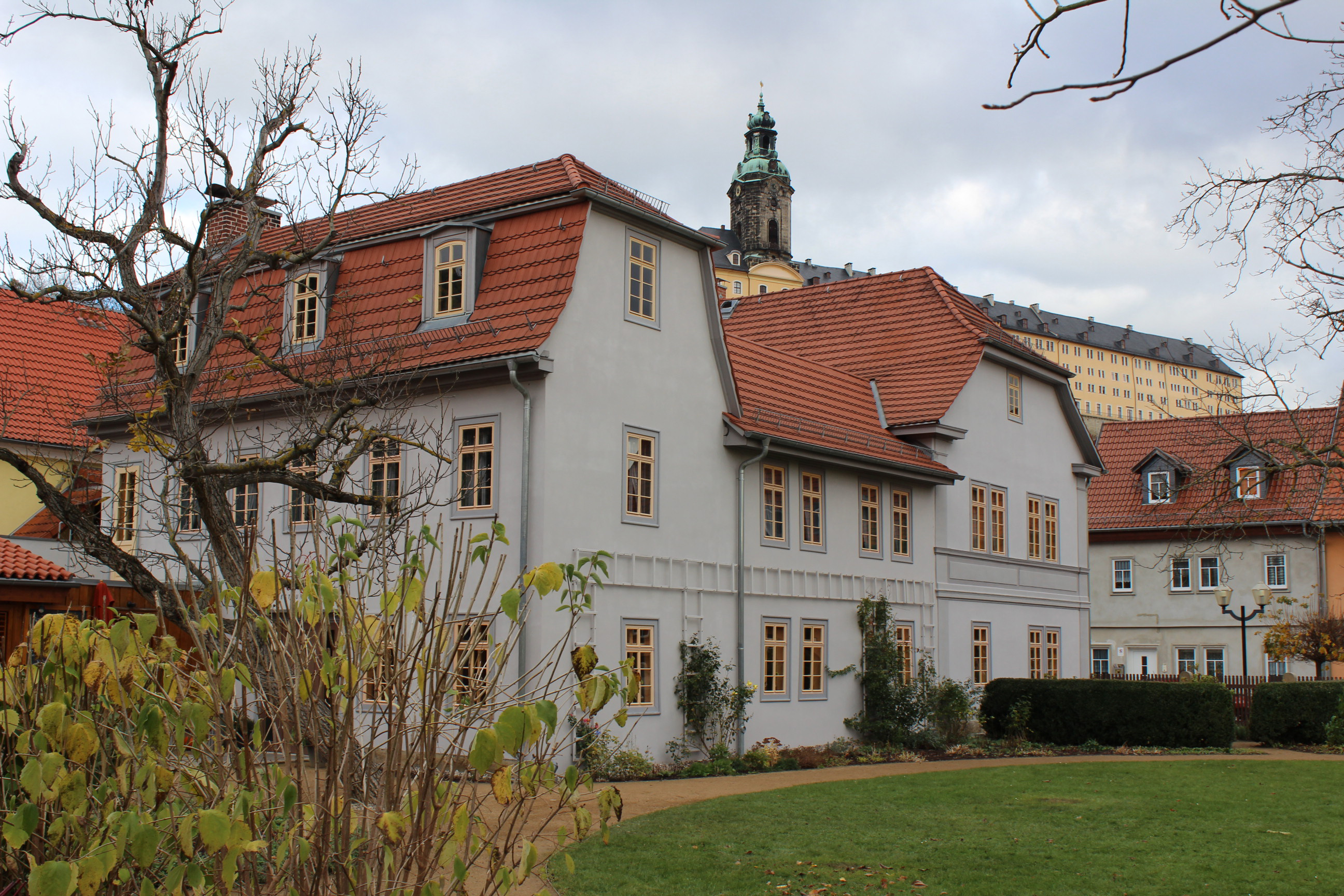
Das Schillerhaus in Rudolstadt, Ansicht vom Garten

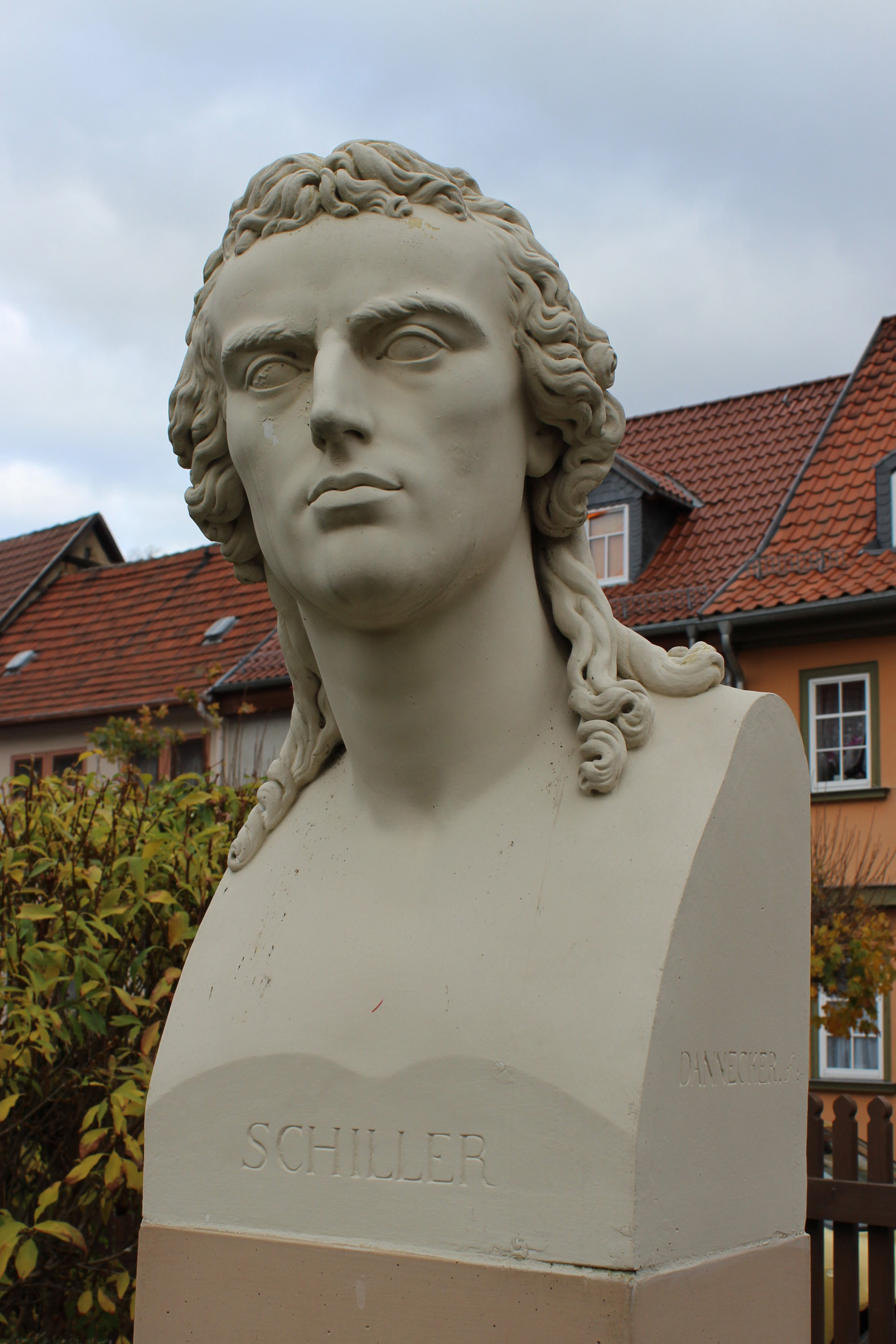
Büste Schillers im Garten des Schillerhauses in Rudolstadt

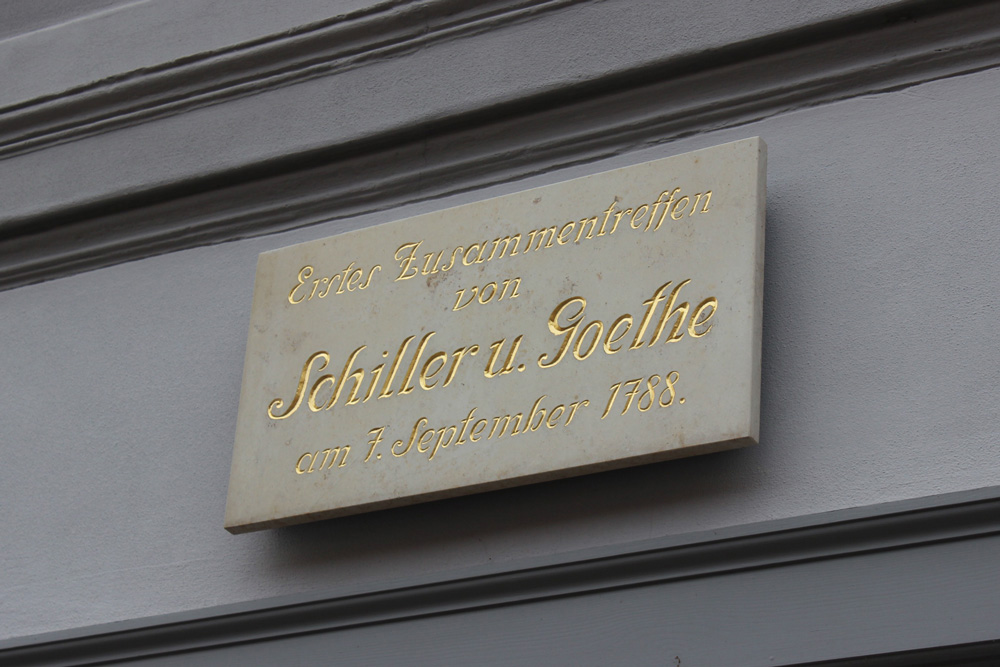
Gedenktafel über der Eingangstür des Schillerhauses in Rudolstadt

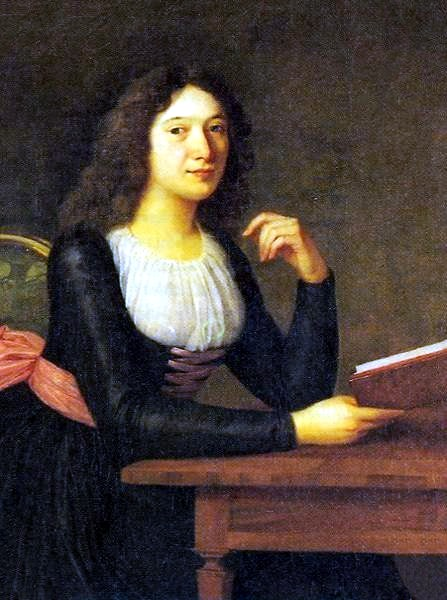
Charlotte von Lengefeld lebte von 1775 bis 1789 in dem Haus

Das Schillerhaus in Rudolstadt ist ein Literaturmuseum, das Friedrich Schiller gewidmet ist. Es befindet sich in dem ehemaligen Wohnhaus der Familie von Lengefeld. Bekannt ist das Haus auch als Beulwitzsches Haus. Am 7. September 1788 begegneten sich hier erstmals Schiller und Goethe.

## Geschichte des Hauses
Das Haus wurde um 1720 vom Hofjägermeister Wolfgang Rühm erbaut. Später kamen das Hintergebäude und die seitlichen Trakte hinzu. 1775 zog Louise von Lengefeld nach dem Tod ihres Ehemannes mit ihren beiden Töchtern Charlotte und Caroline in das Haus ein, wo sie bis 1789 lebten. Seit 1784 hatte Friedrich von Beulwitz, der erste Ehemann Carolines, eine Wohnung im Gebäude angemietet. Im Laufe der Jahre besuchten viele prominente Geistesgrößen die Familie von Lengefeld in Rudolstadt, darunter Johann Gottfried Herder, Charlotte von Stein, Johann Gottlieb Fichte sowie Alexander und Wilhelm von Humboldt. 1788 verbrachte Friedrich Schiller den Sommer in Rudolstadt mit Caroline und Charlotte von Lengefeld und vertiefte seine Freundschaft mit beiden. Am 7. September desselben Jahres kam es in ihrem Haus zur ersten persönlichen Begegnung zwischen Schiller und Goethe.
In den nächsten zweihundert Jahren wechselten mehrfach die Besitzer des Hauses. Seit 1996 ist es im Besitz der Stadt Rudolstadt. Zwischen 2005 und 2009 wurde das Gebäude grundlegend saniert und zum Museum ausgebaut. Am 9. Mai 2009, dem 204. Todestag Schillers, wurde das Museum eröffnet. 2011 wurde die Stadt Rudolstadt für die Sanierung des Schillerhauses mit dem Thüringer Denkmalschutzpreis geehrt. Die Museumsleitung übernahm 2013 die Kranichfelder Autorin Daniela Danz.
Neben dem Museum, das über die Familie von Lengefeld und ihre Beziehung zu Schiller sowie die erste Begegnung zwischen Schiller und Goethe informiert, ist noch ein Restaurant mit Biergarten im Haus untergebracht.

## Belege
1. ↑  neue Mitglieder in der Akademie der Wissenschaften und der Literatur: Daniela Danz, Informationsdienst Wissenschaft 18. Dezember 2015

Koordinaten: 50° 43′ 16,7″ N, 11° 20′ 6,5″ O